# Francesca Cauz
Francesca Cauz (Conegliano, 24 september 1992) is een Italiaans wielrenster en veldrijdster. Ze reed o.a. voor de Italiaanse wielerploegen Alé Cipollini, Giusfredi-Bianchi, Top Girls Fassa Bortolo en Servetto-Piumate-Beltrami. In 2013 reed ze zowel het WK veldrijden in Louisville als het WK op de weg in Florence.

## Overwinningen
2013
Jongerenklassement Giro Donne
Bergklassement Giro della Toscana Femminile-Memorial Michela Fanini

## Resultaten in voornaamste wedstrijden
| Jaar | Waalse Pijl |  | WK op de weg |
| ---- | ----------- |  | ------------ |
| 2012 |             |  | 64e          |
| 2013 |             |  | 24e          |
| 2014 | 44e         |  |              |

Algisi · Bartelloni · Berlato · Cauz · Confalonieri · Cucinotta · Faure · Fernandes · Fidanza · Frapporti · Jasińska · Muccioli · Olds · Oliveira · Rossato · Tagliaferro
Alzini · Bastianelli · Cauz · Cucinotta · Fahlin · Jasińska · Muccioli · Rossato · Santesteban · Skerritt · Tagliaferro · Trevisi